# 鐒
鐒，是一種人工合成的化學元素，其化學符號为Lr，原子序數为103，是第11個超鈾元素，也是最後一個錒系元素，有時也算作第七週期首個過渡金屬。鐒是一種極具放射性的金屬元素，其最長壽的同位素鐒-266的半衰期達11小時，不過壽命較短的鐒-260（半衰期3.0分鐘）因為可以較大規模地生產，較常使用於化學用途。如同所有原子序超過100的超鐨元素（transfermium element），鐒無法在核反應爐中通過中子捕獲大量生成，只能在粒子加速器中，以粒子撞擊較輕的元素來合成。由於無法大量生產且所有鐒同位素的半衰期都很短，鐒在基礎科學研究之外沒有任何實際用途。
1961年，阿伯特·吉奧索等人在美国加利福尼亚柏克萊的勞倫斯柏克萊國家實驗室中，首次利用硼轰击锎合成出了鐒元素。其名称来自於迴旋加速器的發明人、美国物理学家欧内斯特·劳伦斯。
化學實驗已証實了鐒的特性符合鎦的較重同族元素，具有+3氧化態。因此，它可以被歸類為第7週期的第一個過渡金屬。然而，鐒的價電子組態為s2p，而非其同族元素鈧、釔、鎦的s2d構型。這意味著鐒在元素週期表中的位置可能比預期的更具波動性。
原子序大於鐒的元素稱為超重元素，皆為壽命短暫、放射性極高的人工合成元素。

## 概论

### 超重元素的合成
超重元素的原子核是在两个不同大小的原子核的聚变中产生的。粗略地说，两个原子核的质量之差越大，两者就越有可能发生反应。由较重原子核组成的物质会作為靶子，被较轻原子核的粒子束轰击。两个原子核只能在距离足够近的时候，才能聚变成一个原子核。原子核都带正电荷，会因为静电排斥力而相互排斥，所以只有两个原子核的距离足够短时，强核力才能克服这个排斥力并发生聚变。粒子束因此被粒子加速器大大加速，以使这种排斥力与粒子束的速度相比变得微不足道。施加到粒子束上以加速它们的能量可以使它们的速度达到光速的十分之一。但是，如果施加太多能量，粒子束可能会分崩离析。
不过，只是靠得足够近不足以使两个原子核聚变：当两个原子核逼近彼此时，它们通常会融為一體约10−20秒，之後再分開（分開後的原子核不需要和先前相撞的原子核相同），而非形成单一的原子核。这是因为在尝试形成单个原子核的过程中，静电排斥力会撕开正在形成的原子核。每一对目标和粒子束的特征在于其截面，即两个原子核彼此接近时发生聚变的概率。这种聚变是量子效应的结果，其中原子核可通过量子穿隧效應克服静电排斥力。如果两个原子核可以在该阶段之后保持靠近，则多个核相互作用会导致能量的重新分配和平衡。
两个原子核聚变产生的原子核处于非常不稳定，被称为复合原子核的激发态。复合原子核为了达到更稳定的状态，可能会直接裂变，或是放出一些中子来带走激发能量。如果激发能量太小，无法放出中子，复合原子核就会放出γ射线来带走激发能量。这个过程会在原子核碰撞后的10−16秒发生，并创造出更稳定的原子核。原子核只有在10−14秒内不衰变，IUPAC/IUPAP联合工作小组才会认为它是化学元素。这个值大约是原子核得到它的外层电子，显示其化学性质所需的时间。

### 衰变和探测
粒子束穿过目标后，会到达下一个腔室——分离室。如果反应产生了新的原子核，它就会存在于这个粒子束中。在分离室中，新的原子核会从其它核素（原本的粒子束和其它反应产物）中分离，到达半导体探测器后停止。这时标记撞击探测器的确切位置、能量和到达时间。这个转移需要10−6秒的时间，因此原子核需要存在这么长的时间才能被检测到。若衰变發生，衰變的原子核被再次记录，并测量位置、衰变能量和衰变时间。
原子核的稳定性源自于强核力，但强核力的作用距离很短，随着原子核越来越大，强核力对最外层的核子（质子和中子）的影响减弱。同时，原子核会被质子之间，范围不受限制的静电排斥力撕裂。强核力提供的核结合能以线性增长，而静电排斥力则以原子序数的平方增长。后者增长更快，对重元素和超重元素而言变得越来越重要。超重元素理论预测及实际观测到的主要衰变方式，即α衰变和自发裂变都是这种排斥引起的。几乎所有会α衰变的核素都有超过210个核子，而主要通过自发裂变衰变的最轻核素有238个核子。有限位势垒在这两种衰变方式中抑制了原子核衰变，但原子核可以隧穿这个势垒，发生衰变。
放射性衰变中常产生α粒子是因为α粒子中的核子平均质量足够小，足以使α粒子有多余能量离开原子核。自发裂变则是由静电排斥力将原子核撕裂而致，会产生各种不同的产物。随着原子序数增加，自发裂变迅速变得重要：自发裂变的部分半衰期从92号元素铀到102号元素锘下降了23个数量级，从90号元素钍到100号元素镄下降了30个数量级。早期的液滴模型因此表明有约280个核子的原子核的裂变势垒会消失，因此自发裂变会立即发生。之后的核壳层模型表明有大约300个核子的原子核将形成一个稳定岛，其中的原子核不易发生自发裂变，而是会发生半衰期更长的α衰变。随后的研究发现预测存在的稳定岛可能比原先预期的更远，还发现长寿命锕系元素和稳定岛之间的原子核发生变形，获得额外的稳定性。对较轻的超重核素以及那些更接近稳定岛的核素的实验发现它们比先前预期的更难发生自发裂变，表明核壳层效应变得重要。
α衰变由发射出去的α粒子记录，在原子核衰变之前就能确定衰变产物。如果α衰变或连续的α衰变产生了已知的原子核，则可以很容易地确定反应的原始产物。因为连续的α衰变都会在同一个地方发生，所以通过确定衰变发生的位置，可以确定衰变彼此相关。已知的原子核可以通过它经历的衰变的特定特征来识别，例如衰变能量（或更具体地说，发射粒子的动能）。然而，自发裂变会产生各种分裂产物，因此无法从其分裂产物确定原始核素。

## 歷史
1961年在美国加利福尼亚伯克利的劳伦斯放射实验室中，由阿伯特·吉奧索、西克兰（T.Sikkeland）、拉希（A.E.Larsh）等人发现。元素符号为Lw，后来改为Lr。
鑒於國際上对104至107號元素名均存在較大分歧，全國科學技術名詞化學名詞審定委員會根據1997年8月27日IUPAC正式對101至109號元素的重新英文定名，於1998年7月8日重新审定、公佈101至109號元素的中文命名，其中101號至103號元素仍使用原有的中文定名「鍆」（音同「門」）、「鍩」（音同「諾」）、「鐒」（音同「勞」）。

## 同位素
鐒共有14種已知的同位素，質量數分別為251-262、264和266，以及一個同核異構體鐒-253m。鐒的同位素全部都具有放射性，半衰期都不及12小時，其中壽命最長的是鐒-266，半衰期約10小時，但化學實驗中通常使用其他較易製得的短壽命同位素（如鐒-256和鐒-260），因為鐒-266只能作為更重、更難合成的𨧀-270的衰變產物生成，於2014年在鿬-294的衰變鏈中首次探測到。首次對鐒的化學研究中使用的同位素是鐒-256（半衰期27秒），現在則大多使用壽命較長的鐒-260（半衰期2.7分鐘）。除了以上三種同位素外，其他較長壽的鐒同位素包括鐒-262（半衰期3.6小時）、鐒-264（3小時）、鐒-261（44分鐘）和鐒-255（22秒），剩餘同位素的半衰期都小於20秒，其中壽命最短的是鐒-251，半衰期27毫秒。

## 制备与提纯
最轻的（251Lr到254Lr）和最重的（264Lr到266Lr）铹同位素只能由105號元素𬭊的同位素發生α衰变产生，而质量处于中等的同位素（255Lr到262Lr，包括最重要的兩個鐒同位素256Lr和260Lr）都可以通过用轻原子核（从硼到氖）轰击锕系元素（从镅到锿）來製得。256Lr可通过用70MeV的硼-11原子核轰击锎-249所制得（产物为铹-256和四个中子），而260Lr可通过用氧-18原子核轰击锫-249所制得（产物为铹-260、一个α粒子和三个中子）。
由于256Lr和260Lr的半衰期都很短，不容易进行完整的化学提纯，所以早期实验中提纯256Lr都是通过快速溶剂萃取进行的。其中，螯合剂噻吩甲酰三氟丙酮（TTA）溶解在甲基异丁酮（MIBK）中作为有机相，醋酸缓冲溶液作为水相。之后，带有不同电荷（+2、+3或+4）的离子会在不同的pH范围内分别被萃取到有机相中。但这种方法不会分离出三价的锕系元素，所以必须通过256Lr衰变所释放的8.24MeV的α粒子进行识别。最近的方法是通过α-羟基异丁酸（α-HIB）进行快速选择性洗脱，以在充分的时间内分离出寿命较长的260Lr，该同位素可以用0.05M盐酸从捕集器中除去。

## 外部連結
- 元素鐒在洛斯阿拉莫斯国家实验室的介紹（英文）
- —— 鐒（英文）
- 元素鐒在The Periodic Table of Videos（諾丁漢大學）的介紹（英文）
- 元素鐒在Peter van der Krogt elements site的介紹（英文）
- WebElements.com – 鐒（英文）